# Бедини, Гаэтано
Гаэта́но Беди́ни (лат. Caietanus Bedini, итал. Gaetano Bedini; 15 мая 1806, Сенигаллия, Папская область — 6 сентября 1864, Витербо, королевство Италия) — дипломат и государственный деятель Папской области, занимал руководящие посты на дипломатической службе и в правительстве папского государства.
Апостольский нунций в Бразилии, первый апостольский делегат в США, заместитель Государственного секретаря, секретарь Конгрегации пропаганды веры, титулярный архиепископ Фив, архиепископ Витербо и Тускании, кардинал-священник Санта-Мария-сопра-Минервы.

## Биография

### Ранние годы
Гаэтано Бедини родился в Сенигаллии 15 мая 1806 года. Его родители, Алессандро Пеллегрино Бедини и Марианна, урождённая Спадони, были выходцами из Остры. Семья жила в скромных условиях. Младший из семи детей, с раннего возраста он был определён родителями на церковное служение. Конфирмация над ним была совершена 29 апреля 1812 года. Начальное образование он получил в школе барнабитов. По окончании семинарии в Сенигаллии, 20 декабря 1828 года был рукоположён в сан священника кардиналом Фабрицио Шеберрас Тестаферратой. С 1829 по 1838 году служил каноником при капитуле собора святого Петра в Сенигаллии. За время служения обучался в архигимназии в Риме, которую окончил в июне 1837 года со степенью доктора обоих прав. Помимо итальянского, свободно владел английским, французским и португальским языками.
По протекции влиятельных друзей, в число которых входил и его соотечественник Джованни Мария Мастай-Ферретти, — будущий папа Пий IX, Гаэтано Бедини поступил на государственную службу в Папской области. В 1838 году папа Григорий XVI отправил его секретарём в апостольскую нунциатуру в Австрийской империи под начало нунция Лодовико Альтьери — титулярного архиепископа Эфеса. Он находился в Вене до апреля 1845 года, затем был отозван в Рим, где был назначен прелатом Его Святейшества и апостольским протонотарием.

### Апостольский нунций в Бразилии
28 октября 1845 года Гаэтано Бедини был назначен интернунцием и чрезвычайным послом Святого Престола в Бразилии. К исполнению своих обязанностей приступил в январе 1846 года. За время служения уделял особое внимание положению иммигрантов, большей частью немцев, заботясь об их трудоустройстве и обеспечении им достойных условий для проживания. Деятельность нунция была замечена органами местного самоуправления. Палата представителей в Рио-де-Жанейро приняла соответствующие меры по улучшению жилищных условий иммигрантов.
Вместе с тем, Гаэтано Бедини содействовал восстановлению авторитета и структур Римско-католической церкви в стране и регионе в целом, пострадавших от активной деятельности протестантских миссионеров. Его дипломатическая миссия в Бразилии завершилась 16 августа 1847 года, после чего он вернулся в Рим.
Я предлагаю Пию IX свой меч и итальянский легион для отечества и Церкви, помня заветы нашей благородной религии, всегда новые и всегда бессмертные ... зная, что престол Петра опирается на такие основы, которые не нуждаются в помощи, потому, что человеческие силы не могут поколебать их.
Перед отъездом нунция в Европу, с ним, через папского консула в Монтевидео, связался Джузеппе Гарибальди, проживавший с семьёй в Уругвае. В то время он командовал «Итальянским легионом», прославившимся в сражениях гражданской войны, в которой участвовал на стороне либералов против консерваторов. При посредничестве Гаэтано Бедини Джузеппе Гарибальди надеялся вступить в прямой диалог с папой Пием IX.
Взяв письма, предназначавшиеся для папы, Гаэтано Бедини, тем не менее, не дал сразу конкретного ответа на предложение. Он также поручил папскому консулу в Монтевидео попросить Джузеппе Гарибальди не разглашать информацию об обмене письмами между ними. Наконец, нунций, от имени папы, поблагодарил соотечественника и вежливо отказался от предложенных им меча и итальянского легиона.
Джузеппе Гарибальди так обиделся, что с того времени презрительно называл всех церковнослужителей навозной кучей.

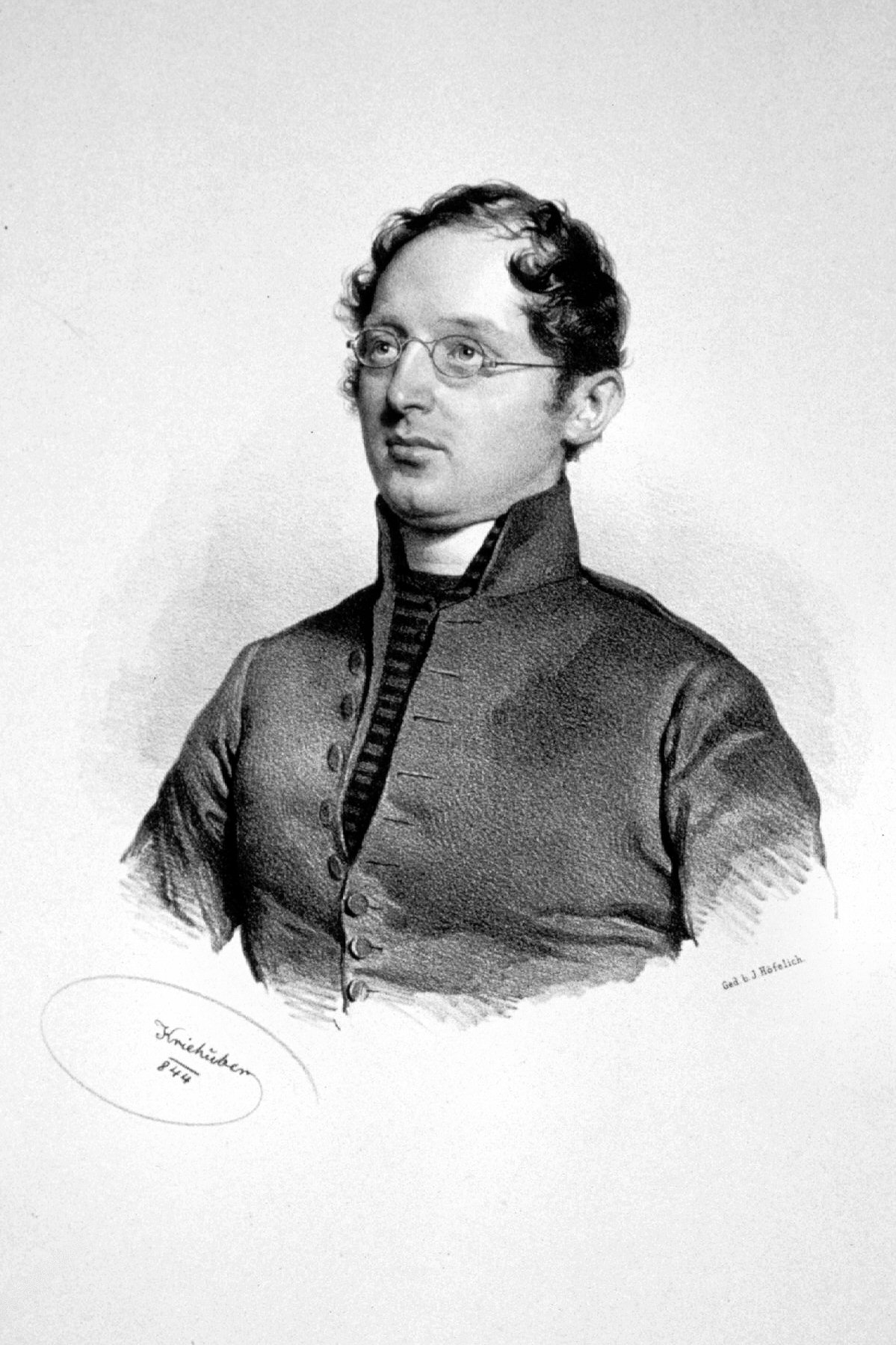
Литография Йозефа Крихубера. Гаэтано Бедини в 1844 году. Альбертина

### Первый куриальный период
По возвращении в Рим, 5 марта 1848 года Гаэтано Бедини был назначен папой Пием IX заместителем Государственного секретаря, кардинала Джакомо Антонелли. Его назначение было с одобрением встречено представителями дипломатического корпуса при Святом Престоле. На этом посту он прослужил до ноября 1848 года, когда из-за революции в Папской области был вынужден покинуть в Рим, и бежал в Гаэту вместе с папой Пием IX. В январе 1849 года тайно прибыл в Болонью, где пытался мобилизовать швейцарскую гвардию для похода на апостольскую столицу.
После возвращения папы в Рим, Гаэтано Бедини продолжил службу на дипломатическом поприще в качестве комиссара четырёх папских дипломатических миссий — в Болонье, Ферраре, Форли и Равенне. С 1849 по 1852 года служил легатом в Болонье, оккупированной армией Австрийской империи.
В год его назначения на эту должность патриот и монах-барнабит Уго Басси был схвачен в Комаккьо австрийскими интервентами. Вечером 7 августа он был привезён в Болонью, а уже 8 августа 1849 года военный трибунал вынес ему смертный приговор, который был незамедлительно приведён в исполнение. Патриоты обвинили папского посла в бездействии, но ни он, ни сам папа ничего не знали о смертном приговоре, а и знай они, это ничего бы не изменило, так как австрийская оккупационная администрация игнорировала просьбы и требования папского легата. Тем не менее, Гаэтано Бедини постоянно выражал своё неодобрение действиям интервентов. В 1852 году Святой Престол был вынужден отозвать его с места посла в Болонье.
За время своего пребывания в этом городе он успел восстановить дворец Аккурсио, отремонтировав зал Урбана и построив деревянную аудиторию. Он также восстановил другие важные художественные памятники в регионе, такие как вилла в Сан-Микеле-ин-Боско, которая была его летней резиденцией. Ему удалось обеспечить работой безработных горожан, заняв их на строительстве новых дорог, что, в свою очередь, способствовало развитию торговли и сельского хозяйства.

### Апостольский делегат в США
15 марта 1852 года Гаэтано Бедини был номинирован в титулярные архиепископы Фив. Спустя три дня он был назначен апостольским нунцием в Бразилии. После получения епископского посвящения от кардинала Лодовико Альтьери 4 июля 1852 года, нунций был готов к выезду на место своего назначения, но из-за эпидемии чумы в Бразилии отъезд пришлось отложить.
Вместо Бразилии Гаэтано Бедини был назначен первым апостольским делегатом в Соединённые Штаты Америки. Он прибыл в Нью-Йорк 30 июня 1853 года, и сразу подвергся травле со стороны протестантских экстремистов, которые даже организовали на него нападение, пресечённое полицией.
Во время поездок апостольского делегата по территории США часть итальянских патриотов во главе с бывшим священником-барнабитом Алессандро Гавацци организовала против него демонстрации, в Цинциннати это привело к столкновению демонстрантов с полицией. Они обвиняли его в смерти Уго Басси.
Гаэтано Бедини был принят президентом США Франклином Пирсом и государственным секретарём США, которым он передал послания от папы Пия IX и государственного секретаря Святого Престола соответственно. Им также были хиротонисаны новые епископы — Джеймс Рузвельт-Бейли для архиепархии Ньюарка, Джон Лафлин для епархии Бруклина и Луи Жозеф Мари Теодор де Жёсбриан для епархии Бёрлингтона. Посетив несколько городов в США и Канаде, в марте 1854 года апостольский делегат вернулся в Рим.

### Второй куриальный период
По возвращении в Папскую область, 20 июня 1856 года Гаэтано Бедини был назначен генеральным секретарём Священной Конгрегации пропаганды веры. Под его непосредственной курацией находились несколько проектов. Так, 22 сентября 1858 года, в приобретённом им здании на Виа-Умилита в Риме, был открыт Северо-Американский колледж. 8 декабря 1859 года он отслужил в нём свою первую мессу.

### Кардинал и архиепископ

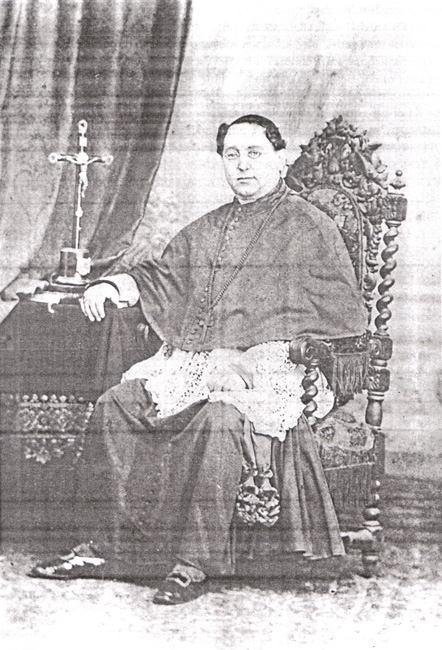
Фотография кардинала Гаэтано Бедини, 1861 год

После многолетней службы при Святом Престоле, 18 марта 1861 года Гаэтано Бедини был назначен на кафедру Витербо и Тосканеллы (ныне Тускания) с персональным титулом архиепископа. 8 мая 1861 года он торжественно прошёл в город через Римские ворота, встретился с местным населением и духовенством и направился в собор через освещённые по такому случаю улицы.
Вскоре после прибытия новый епископ посетил все приходы своей епархии с пастырскими визитами, уделив особое внимание святым местам, прежде всего монастырям, на восстановление которых он выделил столько средств, что после его смерти остались значительные долги. Школу риторики в Баньореджо, основанную священником-профессором Пьетро Артеми, Гаэтано Бедини преобразовал в епархиальную семинарию. Для неё им был приобретён дворец Кристофари.
На консистории 27 сентября 1861 года папа Пий IX возвёл Гаэтано Бедини в кардиналы, назначив его кардиналом-пресвитером с титулом Санта-Мария-сопра-Минервы.

### Смерть и память
Гаэтано Бедини умер в Витербо утром 6 сентября 1864 года. Причиной смерти предполагали инсульт. Это случилось через день после праздника святой Розы, - небесной покровительницы Витербо, когда в городе проходили многочисленные праздничные мероприятия, включающие театральные представления, лотерею и фейерверки. Все они были отменены из-за объявленного траура.
Во время панихиды 8 сентября собор был переполнен людьми, пришедшими со всей епархии, а надгробная речь, прочитанная священником Пьетро Артеми, была признана эталоном. Гаэтано Бедини похоронили в соборе святого Лаврентия в Витербо справа от входа рядом с могилами святых, блаженных и епископов города.
Мраморное надгробие над его могилой было разрушено во время бомбардировки города британо-американской авиацией в 1944 году. В послевоенный период оно было полностью восстановлено.
Память о нём сохраняется и в Сенигаллии, - месте его рождения, где он построил церковь Богоматери Милосердной, которой передал список с чудотворного образа Пресвятой Девы Марии; ныне и этот список почитается чудотворным.